# Моје је срце високо у брдима
„Моје је срце високо у брдима” је југословенски ТВ филм из 1968. године. Режирао га је Радомир Шарановић који је написао и сценарио по новели Вилијама Саројана.

## Улоге
| Глумац           | Улога |
| ---------------- | ----- |
| Милутин Бутковић |       |
| Олга Ивановић    |       |
| Ташко Начић      |       |
| Љиљана Перош     |       |
| Славко Симић     |       |